# Cepora
Cepora là một chi bướm ngày thuộc họ Pieridae. Chi này gồm 15 loài.

## Hình ảnh

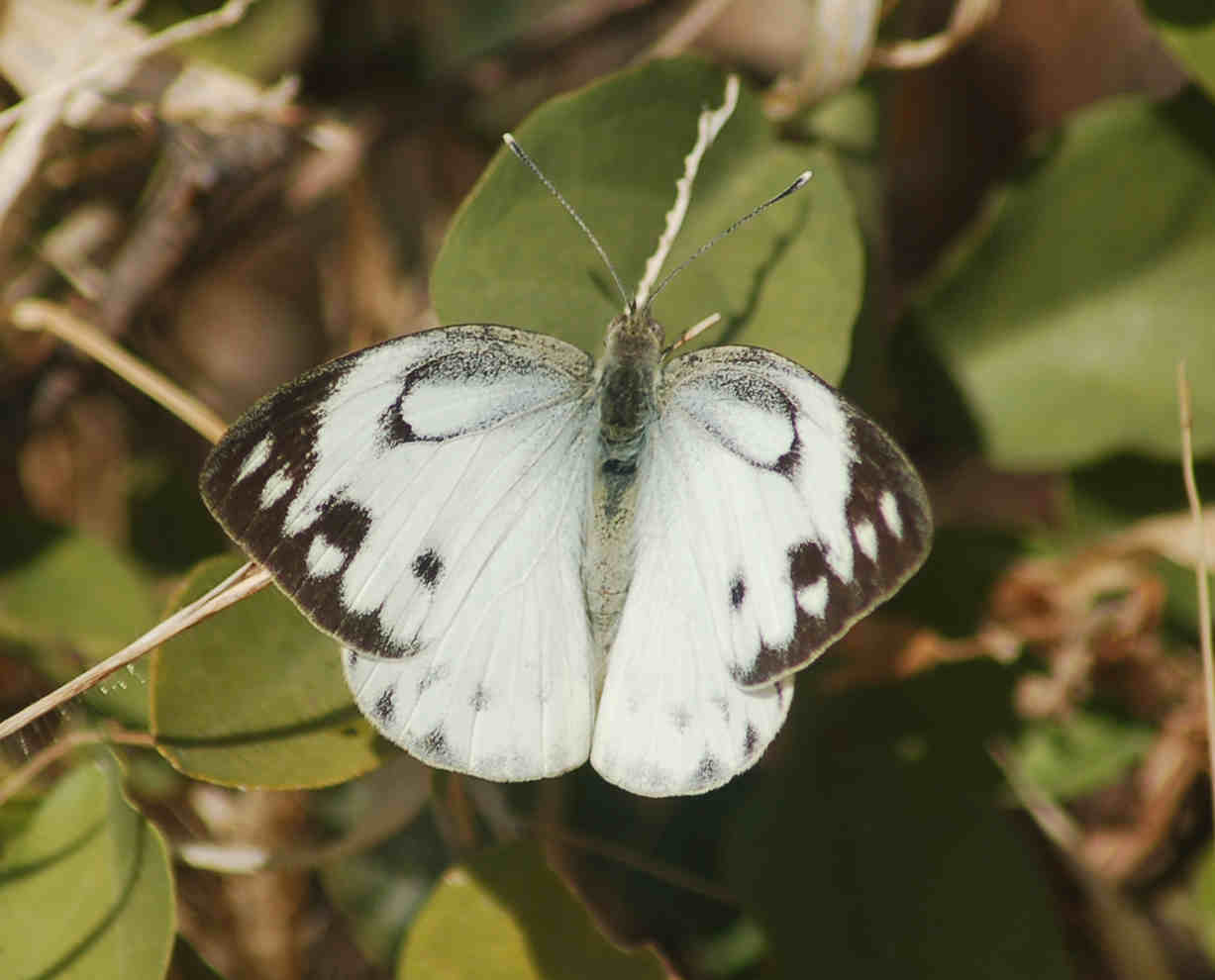
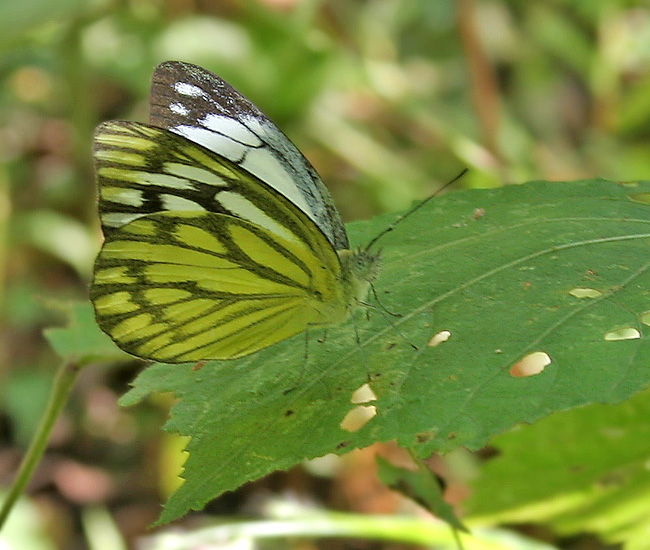
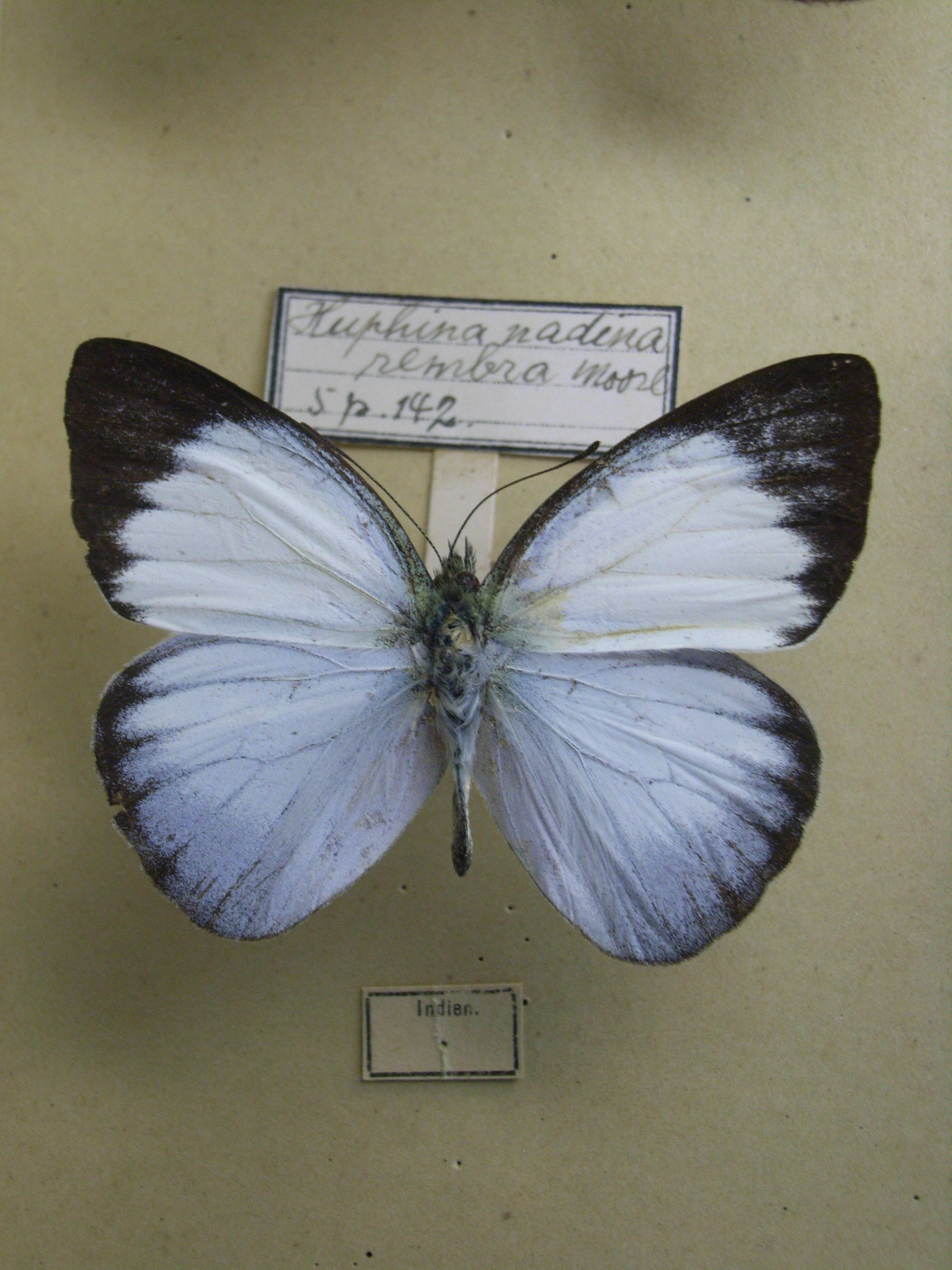
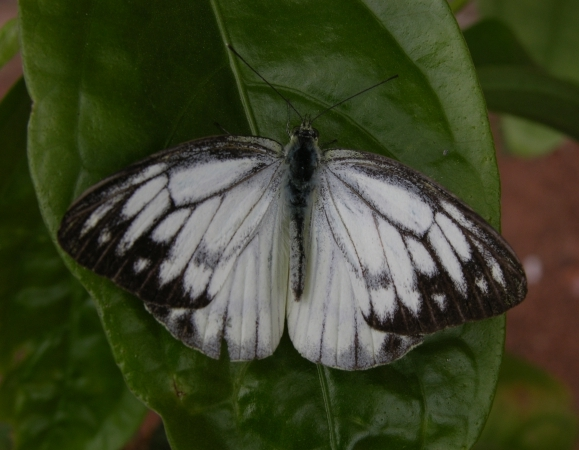
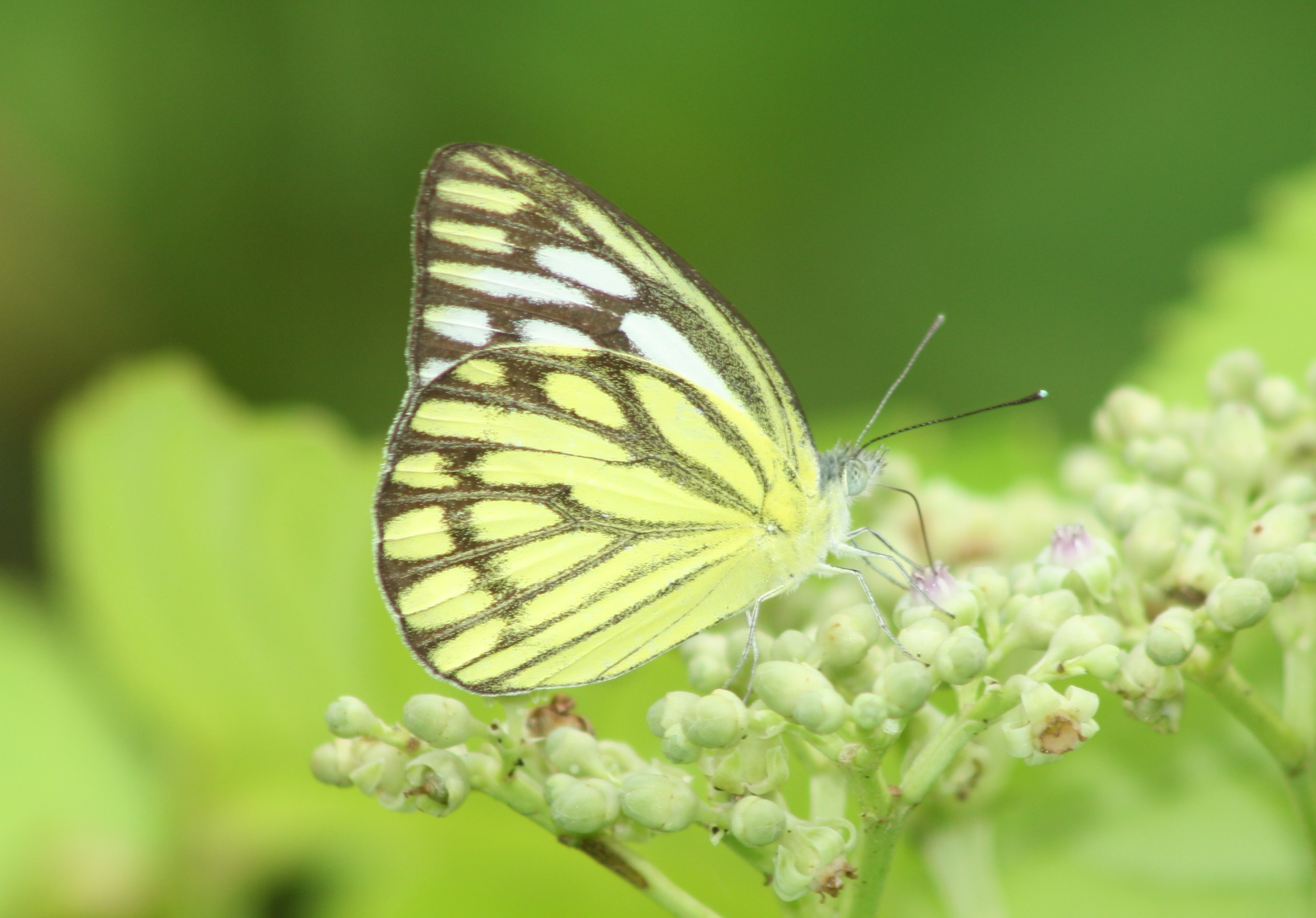

## Các loài
- Cepora timnatha
- Cepora judith (Fabricius, 1787)
- Cepora nadina (Lucas, 1852)
- Cepora nerissa (Fabricius, 1775)
- Cepora perimale (Donovan, 1805)
- Cepora eurygonia
- Cepora aspasia
- Cepora abnormis
- Cepora boisduvaliana
- Cepora celebensis
- Cepora eperia
- Cepora julia
- Cepora laeta
- Cepora licaea
- Cepora temena